# Seznam dílů seriálu Kutil Tim
Toto je seznam dílů seriálu Kutil Tim. Americká situační komedie Kutil Tim s Timem Allenem v titulní roli byla vysílána televizní stanicí ABC v letech 1991–1999. Celkem bylo natočeno 204 dílů, přičemž poslední byl spíše pohledem do zákulisí seriálu.

## Přehled řad
| Řada | Díly | Premiéra v USA | Premiéra v USA  | Premiéra v ČR     | Premiéra v ČR     |
| Řada | Díly | První díl      | Poslední díl    | První díl         | Poslední díl      |
| ---- | ---- | -------------- | --------------- | ----------------- | ----------------- |
| 1    | 24   | 17. září 1991  | 5. května 1992  | 8. února 1994     | 19. července 1994 |
| 2    | 25   | 16. září 1992  | 19. května 1993 | 26. července 1994 | 10. ledna 1995    |
| 3    | 25   | 15. září 1993  | 25. května 1994 | 17. ledna 1995    | 4. července 1995  |
| 4    | 26   | 20. září 1994  | 23. května 1995 | 11. července 1995 | 13. dubna 2005    |
| 5    | 26   | 19. září 1995  | 21. května 1996 | 14. dubna 2005    | 19. května 2005   |
| 6    | 25   | 17. září 1996  | 20. května 1997 | 20. května 2005   | 23. června 2005   |
| 7    | 25   | 23. září 1997  | 19. května 1998 | 24. června 2005   | 1. srpna 2005     |
| 8    | 28   | 22. září 1998  | 25. května 1999 | 2. srpna 2005     | 9. září 2005      |

## Díly

### První řada (1991–1992)
| Č. v seriálu | Č. v řadě | Původní název                      | Český název                           | Režie        | Scénář                                           | Datum premiéry     | Premiéra v ČR     | Produkční kód |
| ------------ | --------- | ---------------------------------- | ------------------------------------- | ------------ | ------------------------------------------------ | ------------------ | ----------------- | ------------- |
| 1            | 1         | Pilot                              | Debut                                 | John Pasquin | Carmen Finestra, David McFadzean a Matt Williams | 17. září 1991      | 8. února 1994     | 5100          |
| 2            | 2         | Mow Better Blues                   | Blues o sekačce na trávu              | John Pasquin | Elliot Stern                                     | 24. září 1991      | 8. března 1994    | A304          |
| 3            | 3         | Off Sides                          | Mimo hru                              | John Pasquin | Marley Sims                                      | 1. října 1991      | 22. února 1994    | A302          |
| 4            | 4         | Satellite on a Hot Tim's Roof      | Satelit na rozpálené střeše           | John Pasquin | Allison M. Gibson                                | 8. října 1991      | 15. března 1994   | A305          |
| 5            | 5         | Wild Kingdom                       | Království divočiny                   | John Pasquin | Susan Estelle Jansen                             | 15. října 1991     | 1. března 1994    | A303          |
| 6            | 6         | Adventures in Fine Dining          | Rodinná večeře aneb Základy stolování | John Pasquin | Peter Tolan                                      | 22. října 1991     | 15. února 1994    | A301          |
| 7            | 7         | Nothing More Than Feelings         | Víc než jen city                      | John Pasquin | Peter Tolan                                      | 29. října 1991     | 22. března 1994   | A306          |
| 8            | 8         | Flying Sauces                      | Blízké setkání sedmého druhu          | John Pasquin | Billy Riback a Elliot Stern                      | 5. listopadu 1991  | 12. dubna 1994    | A309          |
| 9            | 9         | Bubble, Bubble, Toil and Trouble   | Bubliny, dřina a problémy             | John Pasquin | Susan Estelle Jansen                             | 19. listopadu 1991 | 19. dubna 1994    | A310          |
| 10           | 10        | Reach Out and Teach Someone        | Učení mučení                          | John Pasquin | Allison M. Gibson                                | 26. listopadu 1991 | 26. dubna 1994    | A311          |
| 11           | 11        | Look Who's Not Talking             | Kdopak to nemluví                     | John Pasquin | Billy Riback                                     | 10. prosince 1991  | 29. března 1994   | A307          |
| 12           | 12        | Yule Better Watch Out              | Šťastné a veselé                      | John Pasquin | Billy Riback                                     | 17. prosince 1991  | 3. května 1994    | A312          |
| 13           | 13        | Up Your Alley                      | Správná trefa                         | John Pasquin | Billy Riback a Elliot Stern                      | 7. ledna 1992      | 17. května 1994   | A314          |
| 14           | 14        | For Whom the Belch Tolls           | Komu zvoní hlava                      | John Pasquin | Sheila M. Anthony                                | 14. ledna 1992     | 5. dubna 1994     | A308          |
| 15           | 15        | Forever Jung                       | Jak pravil Freud                      | John Pasquin | Carmen Finestra, David McFadzean a Matt Williams | 21. ledna 1992     | 10. května 1994   | A313          |
| 16           | 16        | Jill's Birthday                    | Jill má narozeniny                    | John Pasquin | Rosalind Moore                                   | 4. února 1992      | 24. května 1994   | A315          |
| 17           | 17        | What About Bob?                    | Jak se má Bob?                        | John Pasquin | Susan Estelle Jansen                             | 11. února 1992     | 7. června 1994    | A317          |
| 18           | 18        | Baby, It's Cold Outside            | Na svatého Valentýna                  | John Pasquin | B. K. Taylor                                     | 18. února 1992     | 14. června 1994   | A318          |
| 19           | 19        | Unchained Malady                   | Řetězová reakce                       | John Pasquin | Billy Riback                                     | 25. února 1992     | 21. června 1994   | A319          |
| 20           | 20        | Birds of a Feather Flock to Taylor | Vrána k Taylorům sedá                 | John Pasquin | Marley Sims                                      | 3. března 1992     | 28. června 1994   | A320          |
| 21           | 21        | A Battle of Wheels                 | Bitva o garáž                         | John Pasquin | Laura Eve Anderson                               | 17. března 1992    | 5. července 1994  | A321          |
| 22           | 22        | Luck Be a Taylor Tonight           | Jaké štěstí být Taylorem              | John Pasquin | Allison M. Gibson a Marley Sims                  | 7. dubna 1992      | 31. května 1994   | A316          |
| 23           | 23        | Al's Fair in Love and War          | V lásce a ve válce je vše dovoleno    | John Pasquin | Elliot Stern                                     | 28. dubna 1992     | 12. července 1994 | A322          |
| 24           | 24        | Stereo-Typical                     | Stereo-typ                            | John Pasquin | Carmen Finestra, David McFadzean a Matt Williams | 5. května 1992     | 19. července 1994 | A323          |

### Druhá řada (1992–1993)
| Č. v seriálu | Č. v řadě | Původní název                                   | Český název                  | Režie        | Scénář                                           | Datum premiéry     | Premiéra v ČR      | Produkční kód |
| ------------ | --------- | ----------------------------------------------- | ---------------------------- | ------------ | ------------------------------------------------ | ------------------ | ------------------ | ------------- |
| 25           | 1         | Read My Hips                                    | Čti mi z očí                 | John Pasquin | B. K. Taylor                                     | 16. září 1992      | 26. července 1994  | A324          |
| 26           | 2         | Rites & Wrongs of Passage                       | Slasti a strasti dospívání   | John Pasquin | Susan Estelle Jansen                             | 23. září 1992      | 9. srpna 1994      | A326          |
| 27           | 3         | Overactive Glance                               | Upřené pohledy               | John Pasquin | Billy Riback                                     | 30. září 1992      | 16. srpna 1994     | A327          |
| 28           | 4         | Groin Pains                                     | Bolest v tříslech            | John Pasquin | Howard J. Morris                                 | 7. října 1992      | 2. srpna 1994      | A325          |
| 29           | 5         | Heavy Meddle                                    | Párty                        | John Pasquin | Rosalind Moore                                   | 14. října 1992     | 23. srpna 1994     | A328          |
| 30           | 6         | The Haunting of Taylor House                    | U Taylorů straší             | John Pasquin | Susan Estelle Jansen                             | 28. října 1992     | 13. září 1994      | A331          |
| 31           | 7         | Roomie for Improvement                          | Spolubydlící                 | John Pasquin | Billy Riback                                     | 4. listopadu 1992  | 20. září 1994      | A332          |
| 32           | 8         | May the Best Man Win                            | Vítězí nejlepší              | John Pasquin | Maxine Lapiduss                                  | 11. listopadu 1992 | 30. srpna 1994     | A329          |
| 33           | 9         | Where There's a Will, There's a Way             | Kde je vůle, tam je i cesta  | John Pasquin | Howard J. Morris                                 | 18. listopadu 1992 | 27. září 1994      | A333          |
| 34           | 10        | Let's Did Lunch                                 | Byli jsme na obědě           | John Pasquin | Howard M. Gould                                  | 25. listopadu 1992 | 6. září 1994       | A330          |
| 35           | 11        | Abandoned Family                                | Opuštěná rodina              | John Pasquin | Rosalind Moore                                   | 2. prosince 1992   | 4. října 1994      | A334          |
| 36           | 12        | I'm Scheming of a White Christmas               | Sním o bílých Vánocích       | John Pasquin | B. K. Taylor                                     | 16. prosince 1992  | 11. října 1994     | A335          |
| 37           | 13        | Bell Bottom Blues                               | Šatník                       | John Pasquin | Susan Estelle Jansen                             | 6. ledna 1993      | 18. října 1994     | A336          |
| 38           | 14        | Howard's End                                    | Howardův konec               | Andy Cadiff  | Stacey Hur                                       | 13. ledna 1993     | 25. října 1994     | A337          |
| 39           | 15        | Love is a Many Splintered Thing                 | Láska je věc velmi různorodá | Andy Cadiff  | Billy Riback                                     | 20. ledna 1993     | 1. listopadu 1994  | A338          |
| 40           | 16        | Dances with Tools                               | Hodina tance                 | Andy Cadiff  | Rosalind Moore                                   | 3. února 1993      | 8. listopadu 1994  | A339          |
| 41           | 17        | You're Driving Me Crazy, You're Driving Me Nuts | Lezeš mi na nervy            | Andy Cadiff  | Maxine Lapiduss                                  | 10. února 1993     | 15. listopadu 1994 | A340          |
| 42           | 18        | Bye Bye Birdie                                  | Sbohem, ptáčku               | Andy Cadiff  | Susan Estelle Jansen                             | 17. února 1993     | 22. listopadu 1994 | A341          |
| 43           | 19        | Karate or Not, Here I Come                      | Karate                       | Andy Cadiff  | Billy Riback                                     | 24. února 1993     | 29. listopadu 1994 | A342          |
| 44           | 20        | Shooting Three to Make Tutu                     | Balet pod košem              | Andy Cadiff  | Howard M. Gould                                  | 3. března 1993     | 6. prosince 1994   | A343          |
| 45           | 21        | Much Ado About Nana                             | Mnoho povyků pro tchýni      | Andy Cadiff  | Howard J. Morris                                 | 17. března 1993    | 13. prosince 1994  | A344          |
| 46           | 22        | Ex Marks the Spot                               | Setkání                      | Andy Cadiff  | Darrel Campbell a Billy Riback                   | 14. dubna 1993     | 20. prosince 1994  | A345          |
| 47           | 23        | To Build or Not to Build                        | Vyrobit či nevyrobit         | Andy Cadiff  | Robert Zappia                                    | 5. května 1993     | 10. ledna 1995     | A348          |
| 48           | 24        | Birth of a Hot Rod                              | Když zvíře zařve             | Andy Cadiff  | Steve Gabriel                                    | 12. května 1993    | 27. prosince 1994  | A346          |
| 49           | 25        | The Great Race                                  | Velký závod                  | Andy Cadiff  | Carmen Finestra, David McFadzean a Matt Williams | 19. května 1993    | 3. ledna 1995      | A347          |

### Třetí řada (1993–1994)
| Č. v seriálu | Č. v řadě | Původní název                                     | Český název                      | Režie           | Scénář                                                          | Datum premiéry     | Premiéra v ČR    | Produkční kód |
| ------------ | --------- | ------------------------------------------------- | -------------------------------- | --------------- | --------------------------------------------------------------- | ------------------ | ---------------- | ------------- |
| 50           | 1         | Maybe, Baby                                       | Možná i dítě                     | Andy Cadiff     | Bob Bendetson                                                   | 15. září 1993      | 17. ledna 1995   | A349          |
| 51           | 2         | Aisle See You in My Dreams                        | Vidím tě ve svých snech          | Andy Cadiff     | Elliot Shoenman a Marley Sims                                   | 22. září 1993      | 24. ledna 1995   | A350          |
| 52           | 3         | This Joke's for You                               | Tenhle vtip je pro tebe          | Andy Cadiff     | Howard J. Morris                                                | 29. září 1993      | 14. února 1995   | A353          |
| 53           | 4         | A Sew, Sew Evening                                | Šicí, šicí večer                 | Andy Cadiff     | Rosalind Moore                                                  | 6. října 1993      | 7. února 1995    | A352          |
| 54           | 5         | Arrivederci, Binford                              | Arrivederci, Binforde            | Andy Cadiff     | Elliot Shoenman                                                 | 13. října 1993     | 31. ledna 1995   | A351          |
| 55           | 6         | Crazy for You                                     | Blázen do tebe                   | Andy Cadiff     | Bob Bendetson                                                   | 27. října 1993     | 21. února 1995   | A354          |
| 56           | 7         | Blow Up                                           | Nadýmání                         | Andy Cadiff     | Rosalind Moore a Howard J. Morris                               | 3. listopadu 1993  | 28. února 1995   | A355          |
| 57           | 8         | Be True to Your Tool                              | Buď upřímný ke svému nářadí      | Andy Cadiff     | Bruce Ferber                                                    | 10. listopadu 1993 | 7. března 1995   | A356          |
| 58           | 9         | Dollars and Sense                                 | Dolary a smysl                   | Andy Cadiff     | Bob Bendetson a Bruce Ferber                                    | 17. listopadu 1993 | 21. března 1995  | A358          |
| 59           | 10        | A Frozen Moment                                   | Mrazivé chvíle                   | Andy Cadiff     | Max Eisenberg                                                   | 24. listopadu 1993 | 14. března 1995  | A357          |
| 60           | 11        | Feud for Thought                                  | Spor o názor                     | Andy Cadiff     | Elliot Shoenman a Marley Sims                                   | 1. prosince 1993   | 28. března 1995  | A359          |
| 61           | 12        | 'Twas the Blight Before Christmas                 | To byla rána před Vánocemi       | Andy Cadiff     | B. K. Taylor                                                    | 15. prosince 1993  | 11. dubna 1995   | A361          |
| 62           | 13        | Slip Sleddin' Away                                | Uklouznutí                       | Andy Cadiff     | Rosalind Moore a Howard J. Morris                               | 5. ledna 1994      | 4. dubna 1995    | A360          |
| 63           | 14        | Dream On                                          | Pouhý sen                        | Andy Cadiff     | Paul Wolff (scenárista)                                         | 12. ledna 1994     | 18. dubna 1995   | A362          |
| 64           | 15        | Reel Men                                          | Muž s navijákem                  | Peter Filsinger | Ron Bloomberg                                                   | 26. ledna 1994     | 25. dubna 1995   | A363          |
| 65           | 16        | The Colonel                                       | Plukovník                        | Andy Cadiff     | Rosalind Moore a Howard J. Morris                               | 9. února 1994      | 9. května 1995   | A365          |
| 66           | 17        | Room for Change                                   | Výměna pokoje                    | Andy Cadiff     | Jon Vandergriff                                                 | 2. března 1994     | 23. května 1995  | A367          |
| 67           | 18        | The Eve of Construction                           | Stavební akce                    | Andy Cadiff     | Rosalind Moore, Howard J. Morris, Elliot Shoenman a Marley Sims | 9. března 1994     | 16. května 1995  | A366          |
| 68           | 19        | Too Many Cooks                                    | Příliš mnoho kuchařů             | Andy Cadiff     | Bob Bendetson a Bruce Ferber                                    | 16. března 1994    | 2. května 1995   | A364          |
| 69           | 20        | It Was the Best of Tims, It Was the Worst of Tims | To nejlepší a to nejhorší z Tima | Andy Cadiff     | Rosalind Moore a Howard J. Morris                               | 30. března 1994    | 30. května 1995  | A368          |
| 70           | 21        | Fifth Anniversary                                 | Páté výročí                      | Andy Cadiff     | Howard Bendetson a Art Everett                                  | 6. dubna 1994      | 6. června 1995   | A369          |
| 71           | 22        | Swing Time                                        | Čas uklouznutí                   | Andy Cadiff     | B. K. Taylor                                                    | 4. května 1994     | 20. června 1995  | A371          |
| 72           | 23        | What You See is What You Get                      | Co vidíš, to dostaneš            | Andy Cadiff     | Tim Allen a Diane Ford                                          | 11. května 1994    | 13. června 1995  | A370          |
| 73           | 24        | Reality Bytes                                     | Realita                          | Peter Filsinger | Matthew Miller a Barrie Nedler                                  | 18. května 1994    | 27. června 1995  | A372          |
| 74           | 25        | The Great Race II                                 | Velký závod (2)                  | Andy Cadiff     | Jon Vandergriff                                                 | 25. května 1994    | 4. července 1995 | A373          |

### Čtvrtá řada (1994–1995)
| Č. v seriálu | Č. v řadě | Původní název                           | Český název                           | Režie           | Scénář                                           | Datum premiéry     | Premiéra v ČR      | Produkční kód |
| ------------ | --------- | --------------------------------------- | ------------------------------------- | --------------- | ------------------------------------------------ | ------------------ | ------------------ | ------------- |
| 75           | 1         | Back in the Saddle Shoes Again          | Znovu v sedle                         | Andy Cadiff     | Bruce Ferber                                     | 20. září 1994      | 11. července 1995  | A501          |
| 76           | 2         | Don't Tell Momma                        | Neříkej to mámě                       | Andy Cadiff     | Rosalind Moore a Howard J. Morris                | 27. září 1994      | 1. srpna 1995      | A504          |
| 77           | 3         | Death Begins at Forty                   | Smrt začíná ve čtyřiceti              | Andy Cadiff     | Bob Bendetson                                    | 4. října 1994      | 25. července 1995  | A503          |
| 78           | 4         | The Eyes Don't Have It                  | V očích to není                       | Andy Cadiff     | Jon Vandergriff                                  | 11. října 1994     | 8. srpna 1995      | A505          |
| 79           | 5         | He Ain't Heavy, He's Just Irresponsible | Není tak zlý, je nezodpovědný         | Andy Cadiff     | Elliot Shoenman a Marley Sims                    | 18. října 1994     | 18. července 1995  | A502          |
| 80           | 6         | Borland Ambition                        | Borlandovy ambice                     | Andy Cadiff     | Bob Bendetson a Bruce Ferber                     | 25. října 1994     | 15. srpna 1995     | A506          |
| 81           | 7         | Let's Go to the Videotape               | Pojďme se dívat na video              | Andy Cadiff     | Howard J. Morris                                 | 8. listopadu 1994  | 22. srpna 1995     | A507          |
| 82           | 8         | Quibbling Siblings                      | Problémy s potomky                    | Andy Cadiff     | Paul Wolff (scenárista)                          | 15. listopadu 1994 | 29. srpna 1995     | A508          |
| 83           | 9         | My Dinner with Wilson                   | Moje večeře s Wilsonem                | Andy Cadiff     | Elliot Shoenman a Marley Sims                    | 22. listopadu 1994 | 16. června 1995    | A510          |
| 84           | 10        | Ye Olde Shoppe Teacher                  | Starý učitel dílen                    | Andy Cadiff     | Howard J. Morris                                 | 29. listopadu 1994 | 9. září 1995       | A509          |
| 85           | 11        | Some Like It Hot Rod                    | Někdo to rád rychlé                   | Andy Cadiff     | Neil Kramer a Ned Teitelbaum                     | 6. prosince 1994   | 23. září 1995      | A511          |
| 86           | 12        | 'Twas the Night Before Chaos            | Noc předtím, než vypukl chaos         | Andy Cadiff     | Rosalind Moore                                   | 13. prosince 1994  | 7. října 1995      | A513          |
| 87           | 13        | The Route of All Evil                   | Cesta všeho zla                       | Andy Cadiff     | Lloyd Garver                                     | 3. ledna 1995      | 30. září 1995      | A512          |
| 88           | 14        | Brother, Can You Spare a Hot Rod?       | Brácho, nemohl bys postrádat závoďák? | Andy Cadiff     | Jon Vandergriff                                  | 10. ledna 1995     | 14. října 1995     | A514          |
| 89           | 15        | Super Bowl Fever                        | Superpohárová horečka                 | Andy Cadiff     | Rosalind Moore a Howard J. Morris                | 31. ledna 1995     | 4. listopadu 1995  | A517          |
| 90           | 16        | Bachelor of the Year                    | Mládenec roku                         | Peter Filsinger | Rosalind Moore                                   | 7. února 1995      | 21. října 1995     | A515          |
| 91           | 17        | It's My Party                           | To je můj večírek                     | Andy Cadiff     | Thad Mumford                                     | 14. února 1995     | 28. října 1995     | A516          |
| 92           | 18        | A House Divided                         | Rozdělený dům                         | Andy Cadiff     | Bruce Ferber a Lloyd Garver                      | 21. února 1995     | 11. listopadu 1995 | A518          |
| 93           | 19        | The Naked Truth                         | Nahá pravda                           | Andy Cadiff     | Elliot Shoenman a Marley Sims                    | 28. února 1995     | 25. listopadu 1995 | A520          |
| 94           | 20        | Talk to Me                              | Mluv se mnou                          | Andy Cadiff     | Carmen Finestra, David McFadzean a Matt Williams | 14. března 1995    | 18. listopadu 1995 | A519          |
| 95           | 21        | No, No, Godot                           | Ne, ne Godote                         | Andy Cadiff     | Bob Bendetson                                    | 21. března 1995    | 2. prosince 1995   | A521          |
| 96           | 22        | Tool Time After Dark (Part 1)           | Zkažený žaludek (1. část)             | Andy Cadiff     | Elliot Shoenman a Marley Sims                    | 11. dubna 1995     | 12. dubna 2005     | A525          |
| 97           | 23        | Tool Time After Dark (Part 2)           | Zkažený žaludek (2. část)             | Andy Cadiff     | Elliot Shoenman a Marley Sims                    | 11. dubna 1995     | 13. dubna 2005     | A526          |
| 98           | 24        | Sisters and Brothers                    | Sestry a bratři                       | Andy Cadiff     | Rosalind Moore                                   | 2. května 1995     | 23. prosince 1995  | A524          |
| 99           | 25        | A Marked Man                            | Sledovaný muž                         | Peter Filsinger | Jon Vandergriff                                  | 9. května 1995     | 16. prosince 1995  | A523          |
| 100          | 26        | Wilson's Girlfriend                     | Wilsonova přítelkyně                  | Andy Cadiff     | Howard J. Morris                                 | 23. května 1995    | 9. prosince 1995   | A522          |

### Pátá řada (1995–1996)
| Č. v seriálu | Č. v řadě | Původní název                     | Český název                | Režie           | Scénář                            | Datum premiéry     | Premiéra v ČR   | Produkční kód |
| ------------ | --------- | --------------------------------- | -------------------------- | --------------- | --------------------------------- | ------------------ | --------------- | ------------- |
| 101          | 1         | A Taylor Runs Through It          | Káva na cestu              | Andy Cadiff     | Bruce Ferber a Lloyd Garver       | 19. září 1995      | 14. dubna 2005  | A528          |
| 102          | 2         | The First Temptation of Tim       | První pokušení Tima        | Andy Cadiff     | Howard J. Morris                  | 26. září 1995      | 15. dubna 2005  | A527          |
| 103          | 3         | Her Cheatin' Mind                 | Myšlenky na nevěru         | Andy Cadiff     | Ruth Bennett                      | 3. října 1995      | 18. dubna 2005  | A531          |
| 104          | 4         | Jill's Surprise Party             | Jill slaví narozeniny      | Andy Cadiff     | Elliot Shoenman a Marley Sims     | 17. října 1995     | 19. dubna 2005  | A529          |
| 105          | 5         | Advise and Repent                 | Když kocour není doma      | Andy Cadiff     | Rosalind Moore                    | 24. října 1995     | 20. dubna 2005  | A532          |
| 106          | 6         | Let Them Eat Cake                 | Ať si dají dort            | Andy Cadiff     | Jon Vandergriff                   | 31. října 1995     | 21. dubna 2005  | A530          |
| 107          | 7         | The Look                          | Sveřepý pohled             | Andy Cadiff     | Elliot Shoenman a Marley Sims     | 7. listopadu 1995  | 22. dubna 2005  | A533          |
| 108          | 8         | Room Without a View               | Pokoj bez výhledu          | Andy Cadiff     | Jon Vandergriff                   | 14. listopadu 1995 | 25. dubna 2005  | A534          |
| 109          | 9         | Chicago Hope                      | Chicago Hope               | Andy Cadiff     | Teresa O'Neill                    | 21. listopadu 1995 | 26. dubna 2005  | A536          |
| 110          | 10        | Doctor in the House               | Doktor v domě              | Andy Cadiff     | Bruce Ferber a Lloyd Garver       | 28. listopadu 1995 | 27. dubna 2005  | A535          |
| 111          | 11        | That's My Momma                   | Když přijede matka         | Andy Cadiff     | Rosalind Moore a Howard J. Morris | 5. prosince 1995   | 28. dubna 2005  | A537          |
| 112          | 12        | 'Twas the Flight Before Christmas | Předvánoční let            | Andy Cadiff     | Jon Vandergriff                   | 12. prosince 1995  | 29. dubna 2005  | A538          |
| 113          | 13        | Oh, Brother                       | Rodinu nikdy nezaměstnávat | Andy Cadiff     | Ruth Bennett                      | 9. ledna 1996      | 2. května 2005  | A539          |
| 114          | 14        | High School Confidential          | O dva ročníky výš          | Andy Cadiff     | Bruce Ferber a Lloyd Garver       | 16. ledna 1996     | 3. května 2005  | A540          |
| 115          | 15        | Tanks for the Memories            | Díky za vzpomínky          | Andy Cadiff     | Bruce Ferber a Lloyd Garver       | 30. ledna 1996     | 4. května 2005  | A392          |
| 116          | 16        | The Vasectomy One                 | Vasektomie                 | Andy Cadiff     | Rosalind Moore a Howard J. Morris | 6. února 1996      | 5. května 2005  | A541          |
| 117          | 17        | Fear of Flying                    | Strach z létání            | Andy Cadiff     | Max Eisenberg                     | 13. února 1996     | 6. května 2005  | A542          |
| 118          | 18        | When Harry Kept Delores           | Když Harry potkal Dolores  | Andy Cadiff     | Jon Vandergriff                   | 20. února 1996     | 9. května 2005  | A543          |
| 119          | 19        | Eye on Tim                        | Když Tim vydává signály    | Peter Bonerz    | Bruce Ferber a Lloyd Garver       | 27. února 1996     | 10. května 2005 | A545          |
| 120          | 20        | The Bud Bowl                      | Když šéf neumí prohrávat   | Andy Cadiff     | Ruth Bennett                      | 5. března 1996     | 11. května 2005 | A544          |
| 121          | 21        | Engine and a Haircut, Two Fights  | Od motoru k holiči         | Andrew Tsao     | Jon Vandergriff                   | 12. března 1996    | 12. května 2005 | A546          |
| 122          | 22        | The Longest Day                   | Nejdelší den               | Andy Cadiff     | Elliot Shoenman a Marley Sims     | 2. dubna 1996      | 13. května 2005 | A547          |
| 123          | 23        | Mr. Wilson's Opus                 | Opus pana Wilsona          | Richard Compton | Bruce Ferber                      | 30. dubna 1996     | 16. května 2005 | A549          |
| 124          | 24        | Shopping Around                   | Láska kvete v každém věku  | Andy Cadiff     | Rosalind Moore a Howard J. Morris | 7. května 1996     | 17. května 2005 | A548          |
| 125          | 25        | Alarmed by Burglars               | Bezpečnost především       | Geoffrey Nelson | Charlie Hauck                     | 14. května 1996    | 18. května 2005 | A550          |
| 126          | 26        | Games, Flames and Automobiles     | Hry, plameny a automobil   | Peter Filsinger | Jennifer Celotta                  | 21. května 1996    | 19. května 2005 | A551          |

### Šestá řada (1996–1997)
| Č. v seriálu | Č. v řadě | Původní název                    | Český název                       | Režie           | Scénář                          | Datum premiéry     | Premiéra v ČR   | Produkční kód |
| ------------ | --------- | -------------------------------- | --------------------------------- | --------------- | ------------------------------- | ------------------ | --------------- | ------------- |
| 127          | 1         | At Sea                           | Na vodě                           | Andrew Tsao     | Bruce Ferber a Lloyd Garver     | 17. září 1996      | 20. května 2005 | A553          |
| 128          | 2         | Future Shock                     | Obavy z budoucnosti               | Peter Bonerz    | Elliot Shoenman a Marley Sims   | 24. září 1996      | 23. května 2005 | A554          |
| 129          | 3         | Workshop 'Til You Drop           | Každé manželství potřebuje údržbu | Andrew Tsao     | Charlie Hauck                   | 1. října 1996      | 24. května 2005 | A552          |
| 130          | 4         | Burnin' Love                     | Horoucí láska                     | Geoffrey Nelson | Jon Vandergriff                 | 8. října 1996      | 25. května 2005 | A555          |
| 131          | 5         | Al's Video                       | Alovo video                       | Andrew Tsao     | Ruth Bennett                    | 15. října 1996     | 26. května 2005 | A557          |
| 132          | 6         | Whose Car is It Anyway?          | Závislost na autech               | Andrew Tsao     | Adam England                    | 22. října 1996     | 27. května 2005 | A558          |
| 133          | 7         | I Was a Teenage Taylor           | Strašidelná noc                   | Geoffrey Nelson | Eric Horsted                    | 29. října 1996     | 30. května 2005 | A556          |
| 134          | 8         | Jill and Her Sisters             | Jill a její sestry                | Andrew Tsao     | Laurie Gelman                   | 12. listopadu 1996 | 31. května 2005 | A559          |
| 135          | 9         | The Tool Man Delivers            | Kutil Tim rodí                    | Peter Bonerz    | Charlie Hauck                   | 19. listopadu 1996 | 1. června 2005  | A561          |
| 136          | 10        | The Wood, the Bad and the Hungry | Měj trochu slitování              | Geoffrey Nelson | Adam England                    | 26. listopadu 1996 | 2. června 2005  | A560          |
| 137          | 11        | Workin' Man Blues                | Blues pracujícího muže            | Peter Bonerz    | Bruce Ferber a Lloyd Garver     | 10. prosince 1996  | 3. června 2005  | A562          |
| 138          | 12        | No Place Like Home               | Všude dobře, doma nejlíp          | Peter Filsinger | Elliot Shoenman a Marley Sims   | 17. prosince 1996  | 6. června 2005  | A563          |
| 139          | 13        | The Flirting Game                | Flirtování                        | Peter Filsinger | Laurie Gelman                   | 7. ledna 1997      | 7. června 2005  | A564          |
| 140          | 14        | The Karate Kid Returns           | Návrat Karate Kida                | Geoffrey Nelson | Jon Vandergriff                 | 14. ledna 1997     | 8. června 2005  | A565          |
| 141          | 15        | Totally Tool Time                | Tim dobývá Evropu                 | Peter Bonerz    | Jon Vandergriff                 | 28. ledna 1997     | 9. června 2005  | A567          |
| 142          | 16        | A Funny Valentine                | Veselý Valentýn                   | Peter Bonerz    | Charlie Hauck                   | 11. února 1997     | 10. června 2005 | A566          |
| 143          | 17        | Wilson's World                   | Wilsonův svět                     | Andrew Tsao     | Jennifer Celotta                | 18. února 1997     | 13. června 2005 | A568          |
| 144          | 18        | Something Old, Someone Blue      | Něco starého, něco modrého        | John Pasquin    | Elliot Shoenman a Marley Sims   | 25. února 1997     | 14. června 2005 | A569          |
| 145          | 19        | Communication Breakdown          | Problémy v komunikaci             | Geoffrey Nelson | Eric Horsted                    | 11. března 1997    | 15. června 2005 | A570          |
| 146          | 20        | My Son, the Driver               | Můj syn řidič taxi                | Andrew Tsao     | Laurie Gelman                   | 1. dubna 1997      | 16. června 2005 | A571          |
| 147          | 21        | Insult to Injury                 | Horší už to být nemůže            | Geoffrey Nelson | Eric Horsted                    | 15. dubna 1997     | 17. června 2005 | A572          |
| 148          | 22        | Family Unties                    | Nejlepší výlet je bez rodičů      | Geoffrey Nelson | Ruth Bennett                    | 29. dubna 1997     | 20. června 2005 | A573          |
| 149          | 23        | The Feminine Mistake             | Otázky feminismu                  | Peter Bonerz    | Laurie Gelman                   | 6. května 1997     | 21. června 2005 | A574          |
| 150          | 24        | Taps                             | Čestná salva                      | Peter Bonerz    | Bruce Ferber a Lloyd Garver     | 13. května 1997    | 22. června 2005 | A575          |
| 151          | 25        | The Kiss and the Kiss Off        | Lisa se vrací                     | Peter Bonerz    | Jennifer Celotta a Adam England | 20. května 1997    | 23. června 2005 | A576          |

### Sedmá řada (1997–1998)
| Č. v seriálu | Č. v řadě | Původní název                          | Český název                       | Režie           | Scénář                          | Datum premiéry     | Premiéra v ČR     | Produkční kód |
| ------------ | --------- | -------------------------------------- | --------------------------------- | --------------- | ------------------------------- | ------------------ | ----------------- | ------------- |
| 152          | 1         | Quest for Fire                         | Krize středního věku              | Andrew Tsao     | Bruce Ferber a Lloyd Garver     | 23. září 1997      | 24. června 2005   | A602          |
| 153          | 2         | Clash of the Taylors                   | Souboj Taylorů                    | Andrew Tsao     | Jennifer Celotta a Adam England | 30. září 1997      | 27. června 2005   | A601          |
| 154          | 3         | Room at the Top                        | Místnost v podkroví               | Geoffrey Nelson | Elliot Shoenman a Marley Sims   | 7. října 1997      | 28. června 2005   | A603          |
| 155          | 4         | Pump You Up                            | Hra svalů                         | Peter Bonerz    | Jon Vandergriff                 | 14. října 1997     | 29. června 2005   | A605          |
| 156          | 5         | A Night to Dismember                   | Noc, na kterou je lépe zapomenout | Geoffrey Nelson | Eric Horsted                    | 28. října 1997     | 30. června 2005   | A606          |
| 157          | 6         | The Niece                              | Neteř                             | Peter Bonerz    | Charlie Hauck                   | 4. listopadu 1997  | 1. července 2005  | A607          |
| 158          | 7         | Jill's Passion                         | Vášnivá Jill                      | Peter Bonerz    | Elliot Shoenman a Marley Sims   | 11. listopadu 1997 | 4. července 2005  | A608          |
| 159          | 8         | Losing My Religion                     | Ztrácím svoji víru                | Andrew Tsao     | Bruce Ferber a Lloyd Garver     | 18. listopadu 1997 | 7. července 2005  | A609          |
| 160          | 9         | Thanksgiving                           | Díkuvzdání                        | Peter Bonerz    | Eric Horsted                    | 25. listopadu 1997 | 8. července 2005  | A610          |
| 161          | 10        | The Dating Game                        | Zadejte se, prosím                | Geoffrey Nelson | Laurie Gelman                   | 9. prosince 1997   | 11. července 2005 | A604          |
| 162          | 11        | Bright Christmas                       | Ničím nezkalené Vánoce            | Peter Bonerz    | Jon Vandergriff                 | 16. prosince 1997  | 12. července 2005 | A613          |
| 163          | 12        | The Old College Try                    | Tim učí na vysoké škole           | Albert Alarr    | Jennifer Celotta a Adam England | 6. ledna 1998      | 13. července 2005 | A611          |
| 164          | 13        | An Older Woman                         | Starší žena                       | Peter Bonerz    | Charlie Hauck                   | 20. ledna 1998     | 14. července 2005 | A612          |
| 165          | 14        | Tim 'The Landlord' Taylor              | Pan domácí Tim Taylor             | Peter Filsinger | Eric Horsted                    | 3. února 1998      | 15. července 2005 | A614          |
| 166          | 15        | Say Goodnight, Gracie                  | Řekni dobrou noc, Gracie          | Andrew Tsao     | Laurie Gelman                   | 10. února 1998     | 18. července 2005 | A615          |
| 167          | 16        | What a Drag                            | Zelená je tráva                   | Geoffrey Nelson | Elliot Shoenman a Marley Sims   | 24. února 1998     | 19. července 2005 | A616          |
| 168          | 17        | Taking Jill for Granite                | Tim Othello Taylor                | Peter Bonerz    | Laurie Gelman                   | 3. března 1998     | 20. července 2005 | A617          |
| 169          | 18        | Futile Attraction                      | Povrchní přitažlivost             | Peter Bonerz    | David Maples                    | 10. března 1998    | 21. července 2005 | A618          |
| 170          | 19        | Desperately Seeking Willow             | Hledání ztracené Vrby             | Peter Bonerz    | Jennifer Fisher                 | 17. března 1998    | 22. července 2005 | A619          |
| 171          | 20        | The Write Stuff                        | Brad novinář                      | Peter Bonerz    | Jennifer Celotta a Adam England | 31. března 1998    | 25. července 2005 | A620          |
| 172          | 21        | The Son Also Mooches                   | Jeffův nový podnik                | Peter Filsinger | Eric Horsted                    | 21. dubna 1998     | 26. července 2005 | A622          |
| 173          | 22        | Believe It or Not                      | Věřte nebo ne                     | Geoffrey Nelson | Jon Vandergriff                 | 28. dubna 1998     | 27. července 2005 | A621          |
| 174          | 23        | Rebel Without Night Driving Privileges | Rebel pouze ve dne                | Andrew Tsao     | Jennifer Fisher                 | 5. května 1998     | 28. července 2005 | A623          |
| 175          | 24        | Tool-Thousand-One a Space Odyssey      | Vesmírná odysea hasák 2001        | Peter Bonerz    | Bruce Ferber a Lloyd Garver     | 12. května 1998    | 29. července 2005 | A624          |
| 176          | 25        | From Top to Bottom                     | Když manžel mluví až moc          | Peter Filsinger | Charlie Hauck                   | 19. května 1998    | 1. srpna 2005     | A625          |

### Osmá řada (1998–1999)
| Č. v seriálu | Č. v řadě | Původní název                      | Český název                        | Režie               | Scénář                                   | Datum premiéry                     | Premiéra v ČR  | Produkční kód |
| ------------ | --------- | ---------------------------------- | ---------------------------------- | ------------------- | ---------------------------------------- | ---------------------------------- | -------------- | ------------- |
| 177          | 1         | Whitewater                         | Divoká voda                        | Geoffrey Nelson     | Bruce Ferber a Lloyd Garver              | 22. září 1998                      | 2. srpna 2005  | A628          |
| 178          | 2         | Adios                              | Sbohem, Randy                      | Geoffrey Nelson     | Jon Vandergriff                          | 29. září 1998                      | 3. srpna 2005  | A627          |
| 179          | 3         | All in the Family                  | Zůstane to v rodině                | Geoffrey Nelson     | Elliot Shoenman a Marley Sims            | 6. října 1998                      | 4. srpna 2005  | A626          |
| 180          | 4         | Taylor Got Game                    | Taylor na to má                    | Geoffrey Nelson     | Jonathan Pollack                         | 13. října 1998                     | 5. srpna 2005  | A630          |
| 181          | 5         | Al's Fair Lady                     | Zamilovaný Al                      | Geoffrey Nelson     | Tracy Gamble                             | 20. října 1998                     | 8. srpna 2005  | A629          |
| 182          | 6         | Bewitched                          | Kouzelný Halloween                 | Geoffrey Nelson     | Jennifer Celotta a Adam England          | 27. října 1998                     | 9. srpna 2005  | A631          |
| 183          | 7         | Not-So-Great Scott                 | Záletný Scott                      | Peter Bonerz        | Laurie Gelman                            | 3. listopadu 1998                  | 10. srpna 2005 | A632          |
| 184          | 8         | Tim's First Car                    | Timovo první auto                  | Peter Bonerz        | Kim Flagg a David Maples                 | 10. listopadu 1998                 | 11. srpna 2005 | A633          |
| 185          | 9         | Mr. Likeable                       | Mistr sympaťák                     | Peter Bonerz        | Adam England                             | 17. listopadu 1998                 | 12. srpna 2005 | A634          |
| 186          | 10        | Thanks, but No Thanks              | Musíme si pomáhat                  | Peter Bonerz        | Jonathan Pollack                         | 24. listopadu 1998                 | 15. srpna 2005 | A635          |
| 187          | 11        | Home for the Holidays              | Doma na svátky                     | Peter Bonerz        | Jonathan Pollack                         | 8. prosince 1998                   | 16. srpna 2005 | A636          |
| 188          | 12        | Ploys for Tots                     | Jak vyzrát na škvrňata             | Peter Bonerz        | Laurie Gelman                            | 15. prosince 1998                  | 17. srpna 2005 | A637          |
| 189          | 13        | Chop Shop 'Til You Drop            | Po stopách kradených dílů          | Shawn Shea          | David Maples                             | 5. ledna 1999                      | 18. srpna 2005 | A638          |
| 190          | 14        | Home Alone                         | Sám doma                           | Geoffrey Nelson     | Jennifer Celotta a Adam England          | 19. ledna 1999                     | 19. srpna 2005 | A651          |
| 191          | 15        | Knee Deep                          | Vážná příhoda s kolenem            | Peter Filsinger     | Jonathan Pollack                         | 2. února 1999                      | 22. srpna 2005 | A641          |
| 192          | 16        | Mark's Big Break                   | Markova velká šance                | Geoffrey Nelson     | Tracy Gamble                             | 9. února 1999                      | 23. srpna 2005 | A639          |
| 193          | 17        | Young at Heart                     | V srdci mladý                      | Geoffrey Nelson     | Bruce Ferber a Lloyd Garver              | 16. února 1999                     | 24. srpna 2005 | A640          |
| 194          | 18        | Love's Labor Lost (Part 1)         | Marná lásky snaha (1. část)        | Peter Bonerz        | Elliot Shoenman a Marley Sims            | 23. února 1999                     | 25. srpna 2005 | A642          |
| 195          | 19        | Love's Labor Lost (Part 2)         | Marná lásky snaha (2. část)        | Peter Bonerz        | Elliot Shoenman a Marley Sims            | 2. března 1999                     | 26. srpna 2005 | A643          |
| 196          | 20        | Neighbors                          | Sousedé                            | Patricia Richardson | Drew Levin                               | 16. března 1999                    | 30. srpna 2005 | A644          |
| 197          | 21        | A Hardware Habit to Break          | Zachraňte železářství              | Peter Bonerz        | Jon Vandergriff                          | 30. března 1999                    | 31. srpna 2005 | A645          |
| 198          | 22        | Loose Lips and Freudian Slips      | Nabubřelý doktor                   | Tim Allen           | Kim Flagg                                | 4. května 1999                     | 1. září 2005   | A646          |
| 199          | 23        | Trouble-a-Bruin                    | Teď nebo nikdy                     | Andrew Tsao         | Tracy Gamble a David Maples              | 11. května 1999                    | 2. září 2005   | A647          |
| 200          | 24        | Dead Weight                        | Díky Almo                          | Geoffrey Nelson     | Jennifer Celotta                         | 18. května 1999                    | 5. září 2005   | A648          |
| 201          | 25        | The Long and Winding Road (Part 1) | Velké finále Kutila Tima (1. část) | Andy Cadiff         | Laurie Gelman                            | 18. května 1999                    | 6. září 2005   | A649          |
| 202          | 26        | The Long and Winding Road (Part 2) | Velké finále Kutila Tima (2. část) | Jim Praytor         | Carmen Finestra a Billy Riback           | 25. května 1999                    | 7. září 2005   | A652          |
| 203          | 27        | The Long and Winding Road (Part 3) | Velké finále Kutila Tima (3. část) | John Pasquin        | Bruce Ferber, Lloyd Garver a Marley Sims | 25. května 1999                    | 8. září 2005   | A650          |
| 204          | 28        | Backstage Pass                     | Vstupenka do zákulisí              | Geoffrey Nelson     | Chris Carlisle a Billy Riback            | 25. května 1999 (VHS) 7. září 1999 | 9. září 2005   | A653          |